# Halterofilismo nos Jogos Olímpicos de Verão de 1976
O halterofilismo nos Jogos Olímpicos de Verão de 1976 foi realizado em Montreal, no Canadá, entre 18 e 27 de julho, com nove eventos disputados, todos masculinos. Um total de 173 atletas de 46 nações participou. As competições foram realizadas na Aréna Saint-Michel. O evento também contou como o Campeonato Mundial de Halterofilismo de 1976. Apenas as medalhas no total foram contabilizadas para os Jogos Olímpicos, enquanto as medalhas do arranque e do arremesso também foram consideradas para os campeonatos mundiais de halterofilismo.

## Eventos do halterofilismo
Masculino: até 52 kg | até 56 kg | até 60 kg | até 67,5 kg | até 75 kg | até 82,5 kg | até 90 kg | até 110 kg | acima de 110 kg

## Mosca (–52 kg)
| Pos. | País                  | Atletas           | Marca    |
| ---- | --------------------- | ----------------- | -------- |
|      | União Soviética (URS) | Alexander Voronin | 242,5 kg |
|      | Hungria (HUN)         | György Kõszegi    | 237,5 kg |
|      | Irã (IRI)             | Mohammad Nassiri  | 235,0 kg |

## Galo (–56 kg)
| Pos. | País           | Atletas         | Marca    |
| ---- | -------------- | --------------- | -------- |
|      | Bulgária (BUL) | Norair Nurikian | 262,5 kg |
|      | Polônia (POL)  | Grzegorz Cziura | 252,5 kg |
|      | Japão (JPN)    | Kenkichi Ando   | 250,0 kg |

## Pena (–60 kg)
| Pos. | País                  | Atletas            | Marca    |
| ---- | --------------------- | ------------------ | -------- |
|      | União Soviética (URS) | Nikolai Kolesnikov | 285,0 kg |
|      | Bulgária (BUL)        | Georgi Todorov     | 280,0 kg |
|      | Japão (JPN)           | Kazumasa Hirai     | 275,0 kg |

## Leve (–67,5 kg)
| Pos. | País                  | Atletas             | Marca    |
| ---- | --------------------- | ------------------- | -------- |
|      | União Soviética (URS) | Piotr Korol         | 305,0 kg |
|      | França (FRA)          | Daniel Senet        | 300,0 kg |
|      | Polônia (POL)         | Kazimierz Czarnecki | 295,0 kg |

## Médio (–75 kg)
| Pos. | País                    | Atletas            | Marca    |
| ---- | ----------------------- | ------------------ | -------- |
|      | Bulgária (BUL)          | Iordan Mitkov      | 335,0 kg |
|      | União Soviética (URS)   | Vartan Militossian | 330,0 kg |
|      | Alemanha Oriental (GDR) | Peter Wenzel       | 327,5 kg |

## Pesado-ligeiro (–82,5 kg)
| Pos. | País                  | Atletas             | Marca    |
| ---- | --------------------- | ------------------- | -------- |
|      | União Soviética (URS) | Valeri Chari        | 365,0 kg |
|      | Bulgária (BUL)        | Trendafil Stoitchev | 360,0 kg |
|      | Hungria (HUN)         | Péter Baczakó       | 345,0 kg |

## Meio-pesado (–90 kg)
| Pos. | País                  | Atletas       | Marca    |
| ---- | --------------------- | ------------- | -------- |
|      | União Soviética (URS) | David Rigert  | 382,5 kg |
|      | Estados Unidos (USA)  | Lee James     | 362,5 kg |
|      | Bulgária (BUL)        | Atanas Chopov | 360,0 kg |

## Pesado (–110 kg)
| Pos. | País                  | Atletas            | Marca    |
| ---- | --------------------- | ------------------ | -------- |
|      | União Soviética (URS) | Iuri Zaitsev       | 385,0 kg |
|      | Bulgária (BUL)        | Krastio Semerdjiev | 385,0 kg |
|      | Polônia (POL)         | Tadeusz Rutkowski  | 377,5 kg |

## Superpesado (+110 kg)
| Pos. | País                    | Atletas          | Marca    |
| ---- | ----------------------- | ---------------- | -------- |
|      | União Soviética (URS)   | Vassili Alexeiev | 440,0 kg |
|      | Alemanha Oriental (GDR) | Gerd Bonk        | 405,0 kg |
|      | Alemanha Oriental (GDR) | Helmut Losch     | 387,5 kg |

## Quadro de medalhas
| Pos.               | País                  | Ouro | Prata | Bronze | Total |
| ------------------ | --------------------- | ---- | ----- | ------ | ----- |
| 1                  | URS União Soviética   | 7    | 1     | 0      | 8     |
| 2                  | BUL Bulgária          | 2    | 3     | 1      | 6     |
| 3                  | GDR Alemanha Oriental | 0    | 1     | 2      | 3     |
| 3                  | POL Polônia           | 0    | 1     | 2      | 3     |
| 5                  | HUN Hungria           | 0    | 1     | 1      | 2     |
| 6                  | USA Estados Unidos    | 0    | 1     | 0      | 1     |
| 6                  | FRA França            | 0    | 1     | 0      | 1     |
| 8                  | JPN Japão             | 0    | 0     | 2      | 2     |
| 9                  | IRI Irã               | 0    | 0     | 1      | 1     |
| Total (9 entradas) | Total (9 entradas)    | 9    | 9     | 9      | 27    |